# Don Bosco Mondo
Don Bosco Mondo e. V. ist eine im Jahr 1980 unter dem Namen Jugend Dritte Welt gegründete Nichtregierungsorganisation mit Sitz in Bonn, die sich in Zusammenarbeit mit den Salesianern Don Boscos und den Don Bosco Schwestern für ausgegrenzte und benachteiligte Kinder und Jugendliche einsetzt. Seit dem 28. Januar 2012 trägt der gemeinnützige Verein den heutigen Namen.

## Bildung und Entwicklungszusammenarbeit als Zielsetzung
Zielsetzung des gemeinnützigen Vereins ist es, Armut mit Bildung zu bekämpfen. In zahlreichen Projekten in Afrika, Asien, Lateinamerika und Osteuropa wird Straßenkindern, Kinderarbeiterinnen und -arbeitern, Kindersoldaten und Kindern aus ärmsten Familien, unabhängig von Religion, Nationalität und Geschlecht einen Zugang zu Bildung und eine individuelle Begleitung ermöglicht. Diese Förderung ist als Hilfe zur Selbsthilfe konzipiert. Schwerpunkt der Arbeit von Don Bosco Mondo ist eine einfache und angepasste Bildung und Berufsausbildung.

## Zusammenarbeit mit der Don Bosco-Familie
Partner des Vereins ist die Ordensgemeinschaft der Salesianer Don Boscos, die in über 130 Ländern für junge Menschen in Not tätig ist. In weltweit mehr als 7.000 Berufsbildungszentren der Salesianer Don Boscos und der Don Bosco Schwestern erhalten Jugendliche eine an den lokalen Arbeitsmarkt angepasste berufliche Ausbildung. Arbeitsvermittlung und Kleinkreditprogramme unterstützen sie nach Abschluss der Ausbildung bei der Suche nach einem Arbeitsplatz oder dem Aufbau einer eigenständigen Existenz. Benachteiligten Kindern und Jugendlichen Zugang zu Bildung zu ermöglichen, ist oberstes Ziel des Vereins. An sozialen Brennpunkten bekommen benachteiligte Kinder eine neue Chance, zum Beispiel durch spezielle Brückenkurse für Schulabbrecher oder ehemalige Kinderarbeiter, um sie wieder in die Schule einzugliedern.  In vielen Ländern der Welt erhalten Straßenkinder in den Don Bosco-Zentren neben einer Ausbildung auch ein Zuhause. Sie finden hier Zuflucht und Schutz und starten Schritt für Schritt in ein geregeltes Leben. Im Sinne einer ganzheitlichen Entwicklung gehören zu den unterstützten Projekten auch Gesundheitsversorgung, Frauen- und Mädchenförderung, ländliche Entwicklung und Klimaschutz. Die Grundrechte von Kindern, Jugendlichen und ihren Familien sollen so nachhaltig gesichert werden. Im Nothilfefall, durch Naturkatastrophen, Kriege und Klimawandel, ist Don Bosco Mondo durch die Projektpartner oft erster Helfer vor Ort und leistet effiziente Hilfe.